# Річард Блумфілд
Річард Блумфілд (англ. Richard Bloomfield; нар. 27 квітня 1983) — колишній британський тенісист.
Найвищу одиночну позицію світового рейтингу — 176 місце досяг 5 березня 2007, парну — 172 місце — 14 квітня 2008 року.
Найвищим досягненням на турнірах Великого шолома було 3 коло в парному розряді.

## Tour finals

### Одиночний розряд (0–2)
| Легенда               |
| --------------------- |
| Великий Шлем (0)      |
| Серія Мастерс ATP (0) |
| Тур ATP (0)           |
| Челленджери (0–2)     |

| Результат | Ранг | Дата | Турнір                     | Покриття   | Суперник         | Рахунок       |
| --------- | ---- | ---- | -------------------------- | ---------- | ---------------- | ------------- |
| Поразка   | 1.   | 1978 | Рексем, Велика Британія    | Тверде (i) | Міхал Пшисєнжний | 2–6, 3–6      |
| Поразка   | 2.   | 1981 | Манчестер, Велика Британія | Килим      | Б'єрн Ренквіст   | 6-7, 6-0, 3–6 |